# Parc national Oosterschelde

Le parc national Oosterschelde est un parc national de 370 km² situé dans le sud-ouest des Pays-Bas, dans la province de Zélande. Créé en 2002, il couvre une partie de l'Escaut oriental, et constitue le plus grand parc national néerlandais.

## Situation

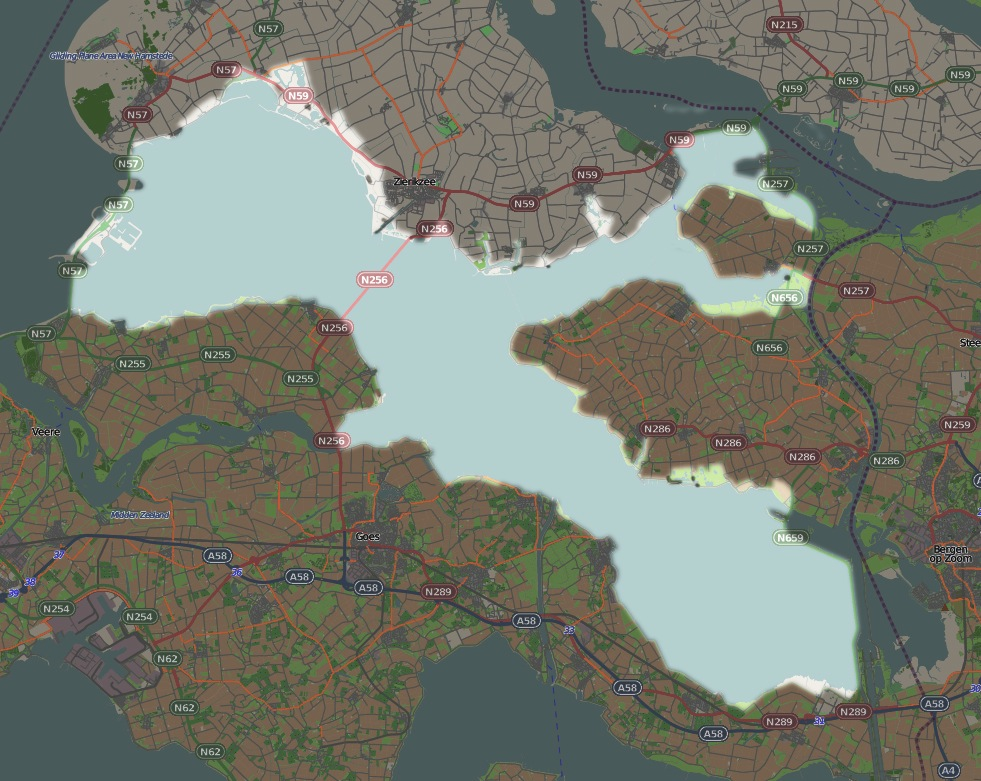
Le parc en surimpression.

Il comprend l’Escaut oriental (en néerlandais: Oosterschelde), Keeten-Mastgat, Krabbenkreek, Zijpe, Slaak et Krammer. La partie de l’Escaut oriental derrière le barrage de l’Oesterdam n’appartient pas au parc national.
Le parc national d’Oosterschelde est entouré par les régions suivantes: Schouwen-Duiveland, Tholen, Zuid-Beveland et Noord-Beveland.
Le pont de Zélande traverse le parc national.

## Quelques vues

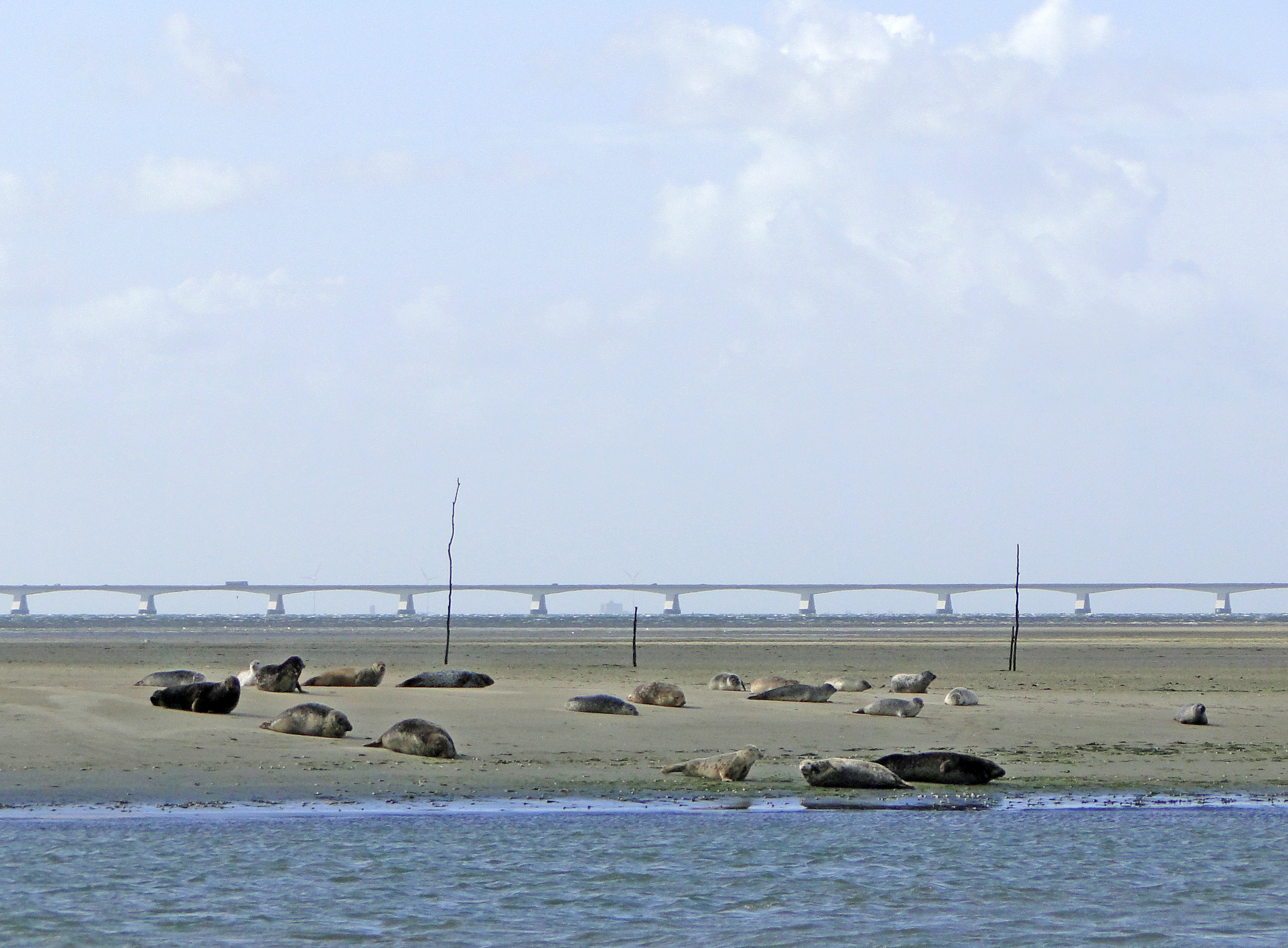
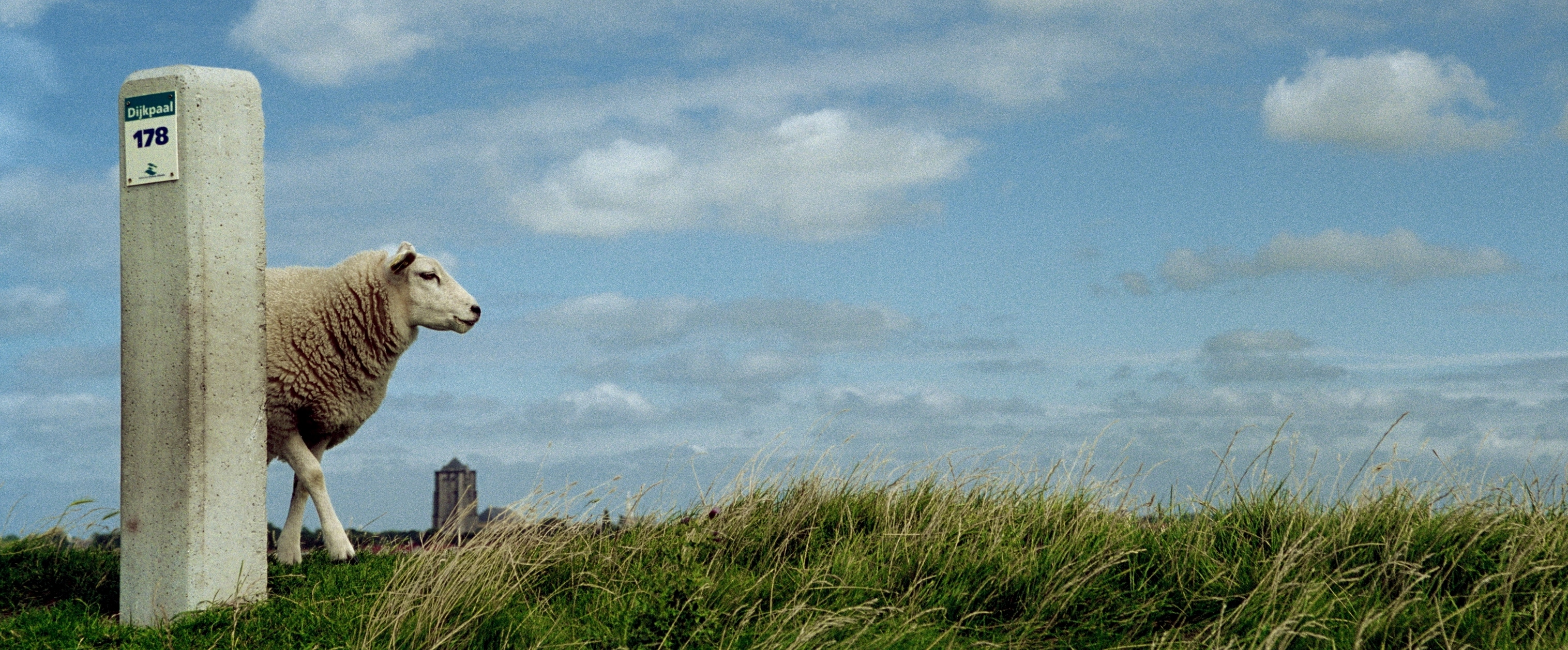
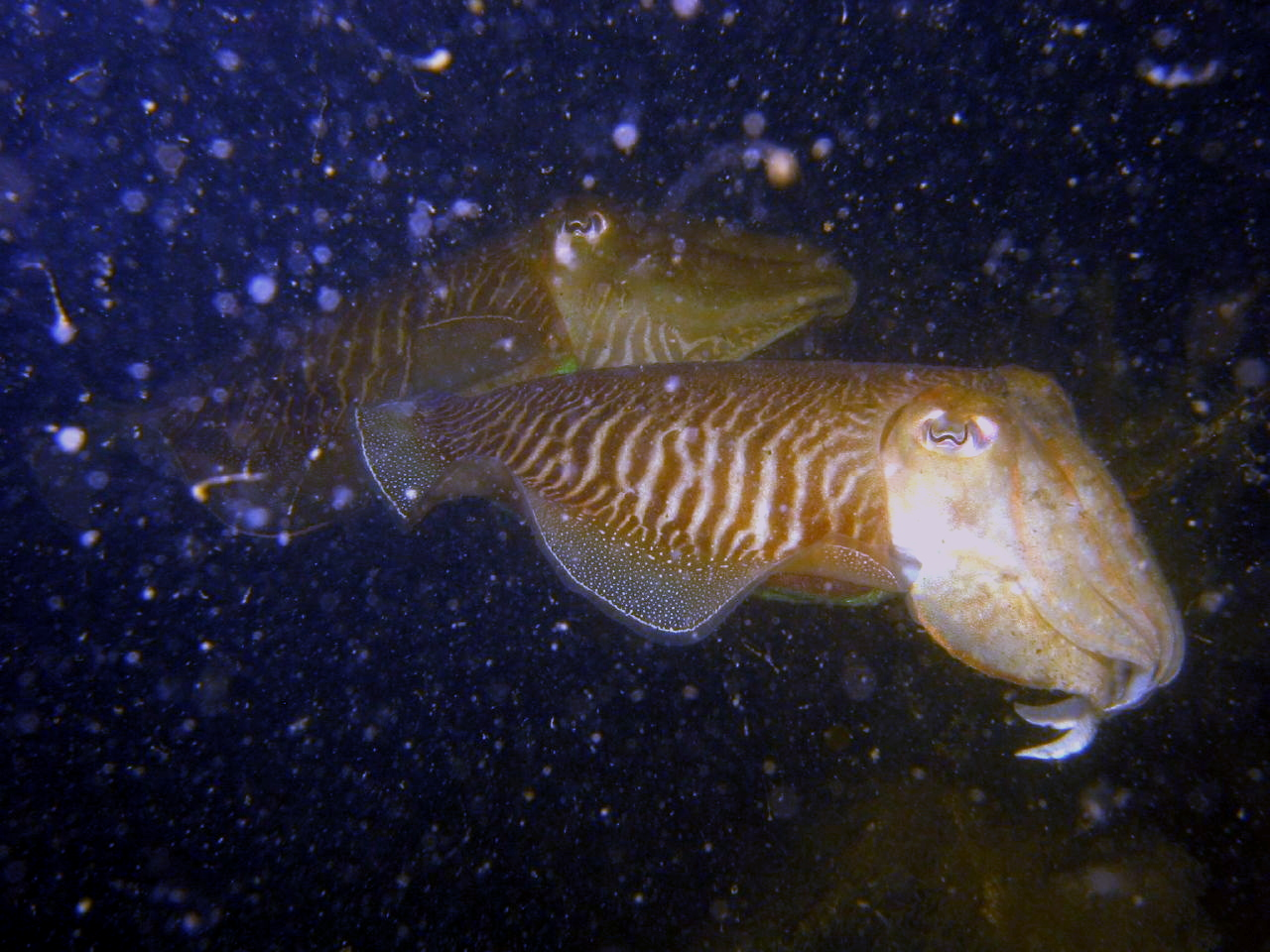
Seiches communes photographiées dans le parc en mai 2006.